# Cantón de Saignes
El cantón de Saignes era una división administrativa francesa, que estaba situada en el departamento de Cantal y la región de Auvernia.

## Composición
El cantón estaba formado por doce comunas:
- Antignac
- Bassignac
- Champagnac
- La Monselie
- Le Monteil
- Madic
- Saignes
- Saint-Pierre
- Sauvat
- Vebret
- Veyrières
- Ydes

## Supresión del cantón de Saignes
En aplicación del Decreto nº 2014-149 de 13 de febrero de 2014, el cantón de Saignes fue suprimido el 22 de marzo de 2015 y sus 12 comunas pasaron a formar parte del nuevo cantón de Ydes.